# Domovské právo

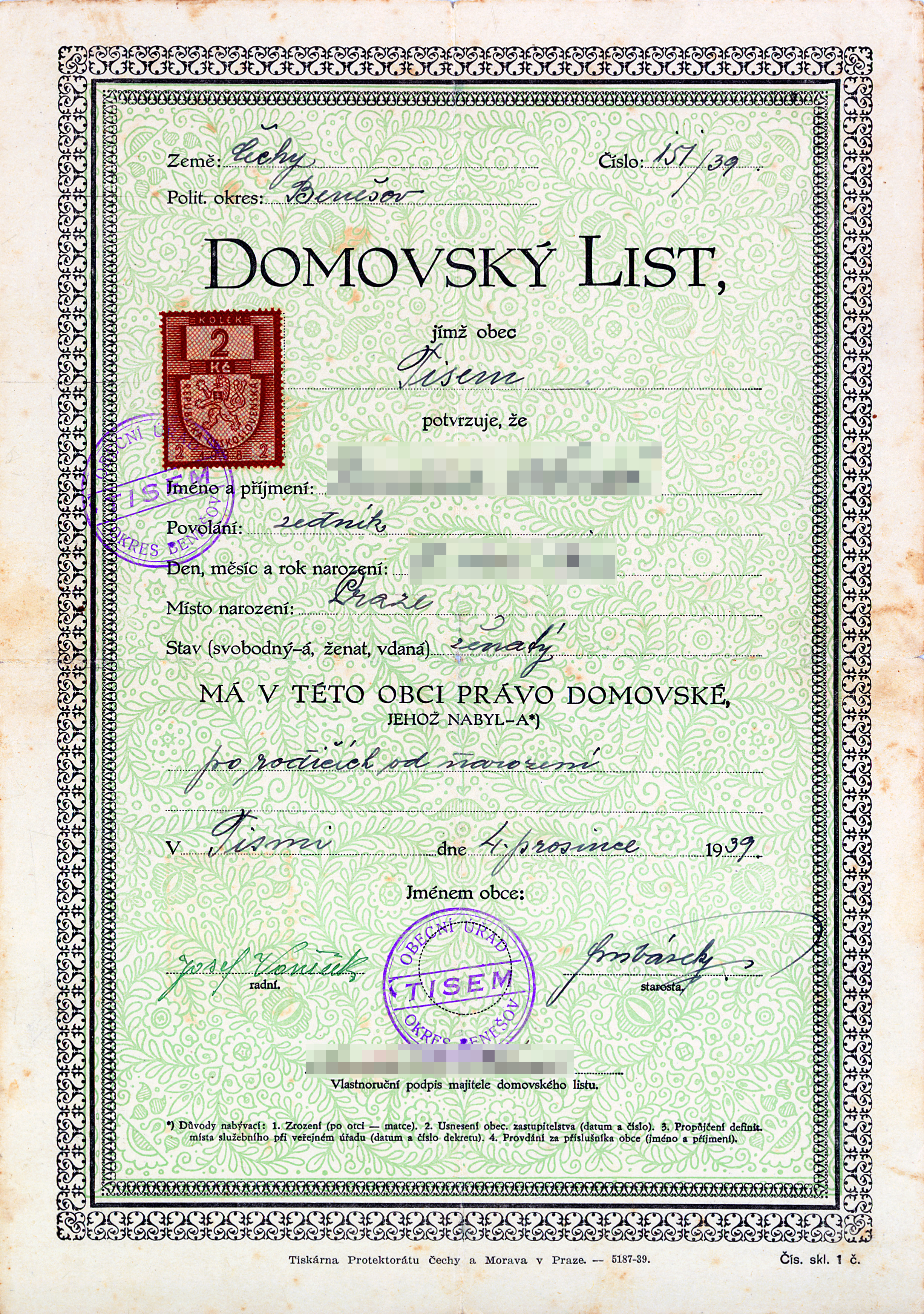
Potvrzení domovského práva – domovský list (konkrétně vydaný v období Protektorátu Čechy a Morava)

Domovské právo či též domovská příslušnost byl právní institut „příslušnosti k obci“. Představoval právo na nerušený pobyt v obci a na chudinské zaopatření z její strany. Institut domovské obce vznikl v českých zemích v souvislosti se zavedením obecní samosprávy v roce 1849, zůstal v platnosti i za první republiky a zrušen byl až k 1. lednu 1949.
Domovské právo se nabývalo:
- děti narozením (po otci),[1]
- manželka sňatkem (po manželovi),[1]
- udělením obecním úřadem (např. po delším trvalém pobytu v místě),[1]
- získáním úředního postu v obci (např. četník).

## Právní úpravy
- konskripční patent (1804)
- patent o zrušení poddanství (7. září 1848)
- prozatímní obecní zřízení (17. března 1849)
- zákon č. 18/1862 ř. z. (obecní zákon)
- zákon č. 105/1863 ř. z. o právu domovském
- zákon č. 59/1886 z.z.č. o opatřování chudých
- zákon č. 222/1896 ř. z. (novelizace zákona o právu domovském)
- ústavní zákon č. 236/1920 Sb. z. a n.
- zákon ze dne 30. června 1948, č. 174/1948 Sb., „o zrušení domovského práva“